# Йоханнесен, Кнут
Кнут «Купперн» Йоханнесен (норв. Knut „Kupper'n“ Johannesen, 6 ноября 1933, Осло, в советской спортивной прессе фамилию зачастую писали как Юханнесен) — норвежский конькобежец, двукратный олимпийский чемпион, чемпион мира и Европы, рекордсмен мира.

## Биография
Йоханнесен родился в Осло и представлял клуб катания на коньках «ASK» («Arbeidernes Skøyteklubb» - позже его называли «Aktiv Skøyteklubb»). 
Кнут Йоханнесен выигрывал чемпионаты мира в конькобежном многоборье в 1957 и 1964 годах, а чемпионаты Европы в 1959 и 1960 годах.
На Зимних Олимпийских играх 1956 года в Кортина-д'Ампеццо Йоханнесен завоевал серебряную медаль на дистанции 10 000 метров. Четыре года спустя, на Зимних Олимпийских играх 1960 года в Скво-Вэлли он стал олимпийским чемпионом на дистанции 10 000 метров и завоевал серебряную медаль на дистанции 5000 метров. На Зимних Олимпийских играх 1964 года в Инсбруке Йоханнесен завоевал золотую олимпийскую медаль на дистанции 5000 метров и бронзовую на дистанции 10 000 метров.
Кнут Йоханнесен стал первым конькобежцем, пробежавшим дистанцию 10 000 метров быстрее 16 минут.
Кнут Йоханнесен в период с 1955 по 1963 годы восемь раз завоевывал звание чемпиона Норвегии.
В 1960 году Кнут Йоханнсен был назван в Норвегии лучшим спортсменом года.
Помимо катания на коньках, Йоханнесен работал плотником, а позже управлял заправкой.\
Последний остающийся в живых призёр Олимпийских игр 1956 года в конькобежном спорте, а также единственный остающийся в живых призёр Олимпийских игр 1960 года в конькобежном спорте среди мужчин (среди женщин живы двое).

## Мировые рекорды
Кнут Йоханнесен установил четыре мировых рекорда.
- 3000 метров — 4:33,90 (12 января 1963 года, Тёнсберг)
- Многоборье — 183,035 (19 января 1963 года, Хамар)
- 5000 метров — 7:37,80 (26 января 1963 года, Осло)
- 10 000 метров — 15:46,60 (27 февраля 1960 года, Скво-Вэлли)

## Лучшие результаты
Лучшие результаты Кнута Йоханнесена на отдельных дистанциях:
- 500 метров — 42,30 (24 февраля 1960 года, Скво-Вэлли)
- 1000 метров — 1:31,00 (2 февраля 1964 года, Давос)
- 1500 метров — 2:09,40 (24 февраля 1963 года, Каруизава)
- 3000 метров — 4:28,70 (11 февраля 1964 года, Осло)
- 5000 метров — 7:37,80 (26 января 1963 года, Осло)
- 10 000 метров — 15:42,90 (19 января 1964 года, Осло)